# Los Venerables todos
Los Venerables todos es una película argentina dramático de 1962 escrita y dirigida por Manuel Antín, según la novela homónima de su autoría. Está protagonizada por Walter Vidarte, Lautaro Murúa, Fernanda Mistral y Maurice Jouvet. La película incluye fragmentos del filme francés Mujeres soñadas (Belles de Nuit, 1952), dirigida por René Clair.
La película en blanco y negro fue filmada en 1962 y se exhibió en el Festival Internacional de Cine de Cannes, donde su director fue nominado para el Premio Palma de Oro por este filme. A pesar de que el Instituto de Cinematografía le dio la calificación “B”, nunca pudo estrenarse comercialmente en Argentina luego de un intento frustrado en marzo de 1964.

## Sinopsis
Ismael, el integrante más inestable y débil de carácter de un supuesto grupo de conspiradores con aspiraciones de poder, sufre constantemente las burlas y el menosprecio del líder del mismo y sus otros compañeros. Todo cambia cuando una mujer de la que Ismael está enamorado empieza a internarse en las lógicas macabras del grupo.

## Reparto
- Walter Vidarte ... Ismael
- Lautaro Murúa ... Lucas
- Fernanda Mistral ... Dora
- Maurice Jouvet ... Quezada
- Beto Gianola
- Raúl Parini
- Leonardo Favio

## Comentarios
Aníbal Vinelli dijo en Clarín en agosto de 1984 a propósito del estreno de la película en televisión:

”22 años después sería inútil e injusta la simplificación de calificarlo como buen o mal filme. Se nos hace más apropiado señalar que es absolutamente representativa de un período y un estilo.”

Por su parte, David Oubiña opinó:

”En Los Venerables todos hay algo de Kuhn y del vacío y la angustia de Antonioni, a quien los une cierto espíritu de época, hay algo de Arlt, de Scalabrini Ortiz y de Martínez Estrada en el peso que la ciudad ejerce sobre los personajes. Podría haber algo de la Invasión que Hugo Santiago realizará algo después si no fuera porque en los conjurados de Antín no hay ningún heroísmo…Film grupal… la narración es siempre un rompecabezas en desorden… es un excelente film (quizás el mejor de su realizador.